# Georg Toebelmann
August Wilhelm Georg Toebelmann (* 16. April 1835 in Arendsee; † 22. September 1909 in Charlottenburg) war ein deutscher Architekt.

## Leben

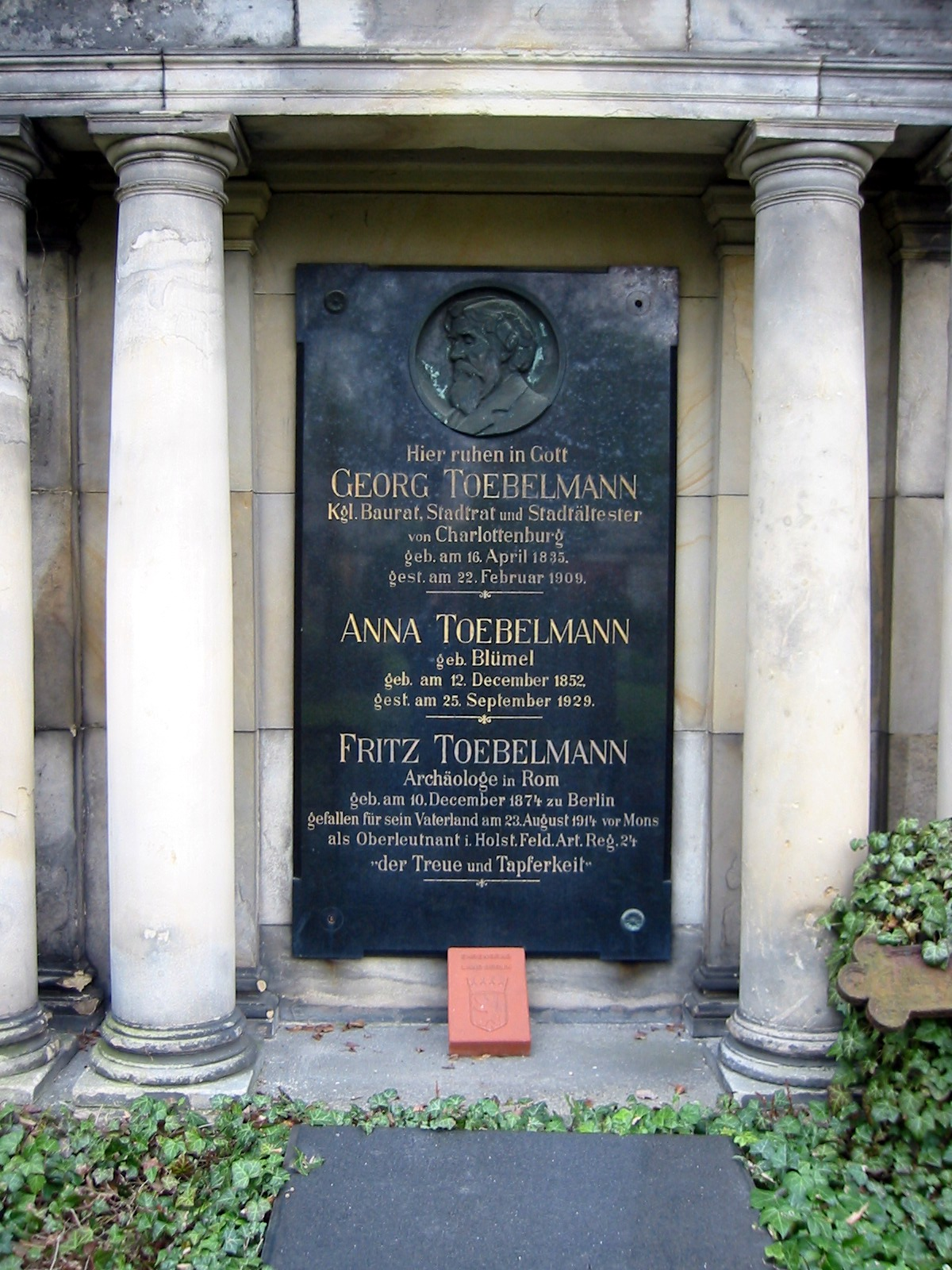
Grab der Familie Toebelmann

Georg Toebelmann besuchte das Gymnasium in Stendal, studierte anschließend Architektur an der Berliner Bauakademie und ließ sich 1860 als Architekt in Berlin nieder. Er amtierte von 1888 bis 1905 als Stadtrat von Charlottenburg mit dem Ehrentitel „königlicher Baurat“. Als er aus dem Amt ausschied, wurde ihm der Ehrentitel Stadtältester von Charlottenburg verliehen. Seine Grabstätte befindet sich auf dem Alten St. Matthäus-Friedhof in Berlin-Schöneberg. Sie ist als Ehrengrab der Stadt Berlin gewidmet.
Toebelmann entwarf für den 1868 gegründeten Berliner Asylverein für Obdachlose das im Volksmund „Wiesenburg“ genannte erste, 1886 eröffnete Obdachlosenasyl. Eine weitere unter Denkmalschutz stehende Erinnerung an Toebelmann steht in der charlottenburger Schloßstraße 67. Das Gebäude wurde 1873/74 erbaut und ist die älteste Mietvilla in der Straße; der Vorgarten wurde nach alten Plänen rekonstruiert. 1906 war Toebelmann mit August Brettschneider an der Umgestaltung des Lietzenseeparks beteiligt. 
Nach ihm wurde 1950 der Töbelmannweg in Charlottenburg benannt. Er wurde 1959 wieder aus dem Straßenregister gelöscht, da er sich, im Zuge der Erweiterung des Messegeländes, nun auf diesem befand. Ferner ist die Töbelmannstraße in seinem Geburtsort Arendsee nach ihm benannt.
Sein einziger Sohn, der Architekt und Archäologe Fritz Toebelmann (1874–1914), ist 1914 im Ersten Weltkrieg gefallen.